# Рождествено (Рязанская область)
Рождествено — село в Скопинском районе Рязанской области, входит в состав Успенского сельского поселения.

## География
Село расположено в 11 км на северо-восток от центра поселения села Успенское и в 13 км на северод-восток от райцентра города Скопин.

## История
Христорождественская церковь в селе упоминается в окладных книгах 1676 года. В приходе, кроме села, состояла деревня Немерова, в которых числилось 3 двора помещиковых, 120 дворов крестьянских и 30 дворов бобыльских. Церковь в селе в начале XIX века была упразднена, а Рождествено с того времени значилось сельцом, приписанному к селу Немерову.
В XIX — начале XX века село входило в состав Сергиевской волости Скопинского уезда Рязанской губернии. В 1906 году в селе было 217 дворов.
С 1929 года село являлось центром Рождественского сельсовета Скопинского района Рязанского округа Московской области, с 1932 года — в составе Пронского района, с 1937 года — в составе Рязанской области, с 1965 года — в составе Скопинского района, с 2005 года — в составе Успенского сельского поселения. 

## Население
| 1859 | 1897  | 1906 | 2010 |
| ---- | ----- | ---- | ---- |
| 480  | ↗1157 | ↘973 | ↘522 |